# NFL sezona 1932.
NFL sezona 1932. je 13. po redu sezona nacionalne lige američkog nogometa.
U sezoni 1932. se natjecalo samo 8 momčadi. U ligu ulaze Boston Bravesi, a iz lige odlaze Providence Steam Rollersi, Cleveland Indiansi i Frankford Yellow Jacketsi. Sezona je počela 18. rujna, a završila je 11. prosinca 1932. Chicago Bearsi i Portsmouth Spartansi su završili sezonu zajedno na vrhu poretka sa šest pobjeda i jednim porazom. Zbog toga je liga organizirala njihov međusobni susret, a pobjedniku tog susreta bit će dodijeljen naslov prvaka. U toj utakmici Bearsi pobjeđuju 9:0 te postaju prvaci po drugi puta u povijesti.

## Poredak na kraju sezone
| Momčad                   | Pob | Por | Ner | %    |
| ------------------------ | --- | --- | --- | ---- |
| Chicago Bears*           | 7   | 1   | 6   | 87,5 |
| Green Bay Packers        | 10  | 3   | 1   | 76,9 |
| Portsmouth Spartans      | 6   | 2   | 4   | 75,0 |
| Boston Braves            | 4   | 4   | 2   | 50,0 |
| New York Giants          | 4   | 6   | 2   | 40,0 |
| Brooklyn Dodgers         | 3   | 9   | 0   | 25,0 |
| Chicago Cardinals        | 2   | 6   | 2   | 25,0 |
| Staten Island Stapletons | 2   | 7   | 3   | 22,2 |

Napomena: * - proglašeni prvacima, % - postotak pobjeda

## Vanjske poveznice
- Pro-Football-Reference.com, statistika sezone 1932. u NFL-u